# Pityrogramma sulphurea
Pityrogramma sulphurea är en kantbräkenväxtart som först beskrevs av Olof Peter Swartz, och fick sitt nu gällande namn av William Ralph Maxon. Pityrogramma sulphurea ingår i släktet Pityrogramma och familjen Pteridaceae. Inga underarter finns listade.